# Passo do Verde (distrito de Santa Maria)
Passo do Verde es un distrito del municipio de Santa Maria, en el estado brasileño del Río Grande del Sur. Está situado en la parte sur de Santa Maria. El asiento del distrito se encuentra a 23 km del Centro de Santa Maria.
El distrito de Passo do Verde posee un área de 133,40 km² que equivale al 7,45% del municipio de Santa María que es 1791,65 km².

## Historia
El distrito fue creado en 19 de abril de 1994, por ley municipal 3770/94 con área deducida de distrito de Santa Flora.

## Límites
Los límites del distrito con los distritos de Arroio do Só, Pains y Santa Flora, y, con los municipios de Formigueiro y São Sepé.

## Geografía
El distrito está situado en la parte sur del municipio de Santa Maria. En total, el alivio está suavemente ondulada y se caracteriza por la presencia de llanuras y coxilhas sin diference grande con sus elevaciones altimétricos.

## Barrios
El distrito de Passo do Verde comprende el siguiente barrio:
- Passo do Verde

## Carreteras y ferrocarriles
- En el distrito no hay ferrocarril;
- La carretera BR-392 atraviesa el distrito de norte al sur.